# 黄楚九
黄楚九（1872年—1931年1月19日），原名承乾，号磋玖、知足庐主人，浙江余姚人，上海企业家，中国新药业先驱。被誉为“商界奇才”和“百家经理”，一时有上海“新药大王”和“娱乐业大王”之誉。晚年投身商业投机活动，债务累累，官司缠身。

## 简历

### 早年经历
1872年4月9日，生于浙江余姚。幼时家贫，从父学医。1887年，其父去世，随母迁居上海，卖药摆小摊为生。后在上海开设颐寿堂诊所，治疗眼疾，名声鹊起。

### 药业大王
1890年，迁颐寿堂入法租界，改名中法药房，自制并销售中成药，兼售西药。1904年，迁中法药房至汉口路。1905年，推出新药“艾罗补脑汁”，利用当时人们崇洋心理，新药大获成功。1907年，与人合资创办著名的五洲药房，自制并销售“龙虎人丹”，挤垮同类日本货“仁丹”。

### 娱乐大亨
1912年，黄楚九开始涉足娱乐业，在南京路、浙江路口开设新新舞台，演出京剧和话剧。1913年，与人合资创办上海第一家游乐场楼外楼屋顶花园。1915年，在今南京路西藏路口开办新世界游乐场。1917年，在延安东路西藏路口开办上海大世界，红透上海滩。

### 涉足金融业烟草业
1919年，在大世界附近开设日夜银行，为中国第一家全天营业的银行。之后创办福昌烟公司，销售香烟。因广告包装别出心裁，令英美香烟公司销路大跌。
黄楚九逐渐成为涉足金融业、制药业、娱乐业、烟草业等多元化经营的商业巨贾。1923年，收购中西药房老店，生产新药，与外商激烈竞争。1924年，创办中华电影公司，为业界翘楚。1927年，当选为上海新药业同业公会主席和总商会执行委员。

### 晚景惨淡
1920年代后期至1930年代出现了全球性的经济大衰退，上海各行各业都受到波及，黄楚九也未能幸免，日夜银行在他人操纵下遭到挤兑。1931年1月19日，病逝于知足庐寓所，他去世后不久，日夜银行破产倒闭，大世界则被黄金荣接盘，黄楚九生前所穿上百件长袍也被拍卖。
 

## 逸事

### 滑头商人
黄楚九有“滑头商人”之名。为与外商竞争之时，曾租飞机在上海上空盘旋，遍撒新药广告传单。1928年，在大世界宴请100多位七八十岁的老人，对外号称“万龄大会”，为其“百龄机”药作宣传。

### 生煎馒头店
1920年代，茶楼一般不经营茶点，茶客想吃点心，需差堂倌到外面买回。黄楚九所开茶楼萝春阁引入生煎馒头小吃，使得萝春阁生煎馒头名声大振，茶客蜂拥而至，成为上海第一家知名生煎店。

### 文化影响
2009年，段奕宏主演的电视连续剧《上海，上海》以黄楚九作为原型，讲述了青年刘恭正创业、奋斗、拼搏、挣扎的人生经历，全景式反映百年上海的历史风貌，该剧是上海东方传媒当时投资最大的一部电视连续剧。

## 延伸阅读
[在维基数据编辑]
 《海上名人傳·黃磋玖》，出自《海上名人傳》
 在维基共享资源阅览影像